# Zofia Łabusiewicz
Zofia Łabusiewicz (ur. 18 lutego 1867, zm. 19 listopada 1920 w Warszawie) – polska nauczycielka, właścicielka i dyrektora pensji żeńskiej na Pradze w Warszawie.
Ukończyła z wyróżnieniem Drugie Warszawskie Gimnazjum Żeńskie. Przedwczesna śmierć rodziców sprawiła, że musiała zaopiekować się trzema młodszymi siostrami. Aby zapewnić rodzinie środki materialne dziewiętnastolatka uzyskała patent pedagogiczny i rozpoczęła pracę nauczycielki na pensjach warszawskich, ucząc języka polskiego, matematyki i geografii. Absolwentka tajnego Uniwersytetu Latającego.
W 1998 otworzyła szkołę trzyklasową i pensję dla dziewcząt przy ul. Targowej 45. W ciągu następnych kilkunastu lat, dzięki staraniom założycielki i dyrektorki, sukcesywnie zwiększano ilość klas a także uczennic co wiązało się z koniecznością zmian lokalizacji szkoły która mieściła się kolejno   ul. Szeroką 36 (ob. Kłopotowskiego), Brukową 26 (ob. Okrzei), znów na Szeroką. W szkole mimo zakazów rosyjskich władz oświatowych nauczano historii i geografii Polski, a także języka polskiego. W czasie I wojny światowej, przez cały czas utrzymując funkcjonowanie placówki, działała w Praskim Komitecie Obywatelskim i w Warszawskim Komitecie Opieki nad rodzinami rezerwistów. W szkole zorganizowała szwalnię, przygotowującą m.in. bandaże dla rannych. Już po ustaniu rządów rosyjskich, w 1916 r. szkoła uzyskała status ośmioklasowego gimnazjum. Po odzyskaniu niepodległości szkoła przekształciła się w szkołę średnią z pełnymi prawami. W 1920 pierwsze absolwentki szkoły zdały w niej egzamin maturalny. W okresie międzywojennym szkoła mieściła się na ul. Kępną 17a. W tym samym roku jej założycielka zginęła w wypadku tramwajowym.
Po jej śmierci szkołą zarządzały jej siostry malarka Jadwiga Socharska oraz romanistka i matematyczka Eliza Majewska, a szkołą kierował mąż Elizy Władysław Majewski. Prowadzone przez nich gimnazjum, szkoła powszechna i wreszcie liceum były znane z wysokiego poziomu nauczania. Podczas II wojny światowej i okupacji niemieckiej szkoła prowadziła tajne nauczanie. Po wojnie szkoła wznowiła działalność, jednak w 1948 r. decyzją władz została zamknięta.

## Rodzina
Najstarszą z córek Aleksandry i malarza, absolwenta Wyższej Szkoły Malarstwa w Warszawie Antoniego. Jej siostrami były romanistka Eliza Majewska i malarka Jadwiga Socharska.